# Hermann Picha
Hermann Picha (nasceu Hermann August Karl Picher; Charlottenburg, Berlim, 20 de março de 1865 – Berlim, 7 de junho de 1936) foi um ator de teatro e cinema alemão. Pricha foi extremamente prolífico, aparecendo em mais de 300 curtas e longas-metragens durante as eras silenciosa e sonora. Interpretou o papel-título no filme Wibbel the Tailor (1920), dirigido por Manfred Noa. Ele atuou em Der müde Tod, de Fritz Lang.

## Filmografia selecionada
- 1914: Das Panzergewölbe
- 1914: Fräulein Puppe – Meine Frau
- 1916: Alles aus Gefälligkeit
- 1916: Dressur zur Ehe
- 1916: Wir haben's geschafft
- 1917: Die Glocke
- 1934: Hochzeit am 13
- 1934: Die Reise ins Glück
- 1935: Großreinemachen
- 1935: Der alte und der junge König
- 1935: Nur nicht weich werden, Susanne!